# トーマス・ウンガー
トーマス・ウンガー（Thomas Ungar, 1931年5月16日 - ）は、ハンガリー出身の指揮者。

## 経歴
ブダペストの生まれ。リスト・フェレンツ音楽専門学校でゾルターン・コダーイ、レオ・ヴェイネル、ラースロー・ショモギーの各氏の薫陶を受けたあと、ミラノのジュゼッペ・ヴェルディ音楽院に留学し、1956年にディプロマを獲得。同年にセゲド歌劇場の指揮者となった。
1957年から1959年までウィーンで設立されたばかりのフィルハーモニア・フンガリカに指揮者として参加しつつ、ウィーン音楽院でハンス・スワロフスキーの下で研鑽を積んだ。1959年から1962年まで南ヴェストファーレン・フィルハーモニー管弦楽団の首席指揮者を務め、1961年にはレムシャイト市の音楽監督となった。1966年からレーゲンスブルク歌劇場の音楽総監督になった後、1969年からフライブルク・フィルハーモニー管弦楽団の音楽監督に転じた。1973年からシュトゥットガルト音楽院で教鞭をとる。

## 註
1. ↑  “Thomas Ungar”. 2017年11月8日時点のオリジナルよりアーカイブ。2017年11月8日閲覧。
2. ↑  Mehlig, Rainer (1988). Kinder im Treffpunkt Musikschule. Bosse Verlag. p. 50. ISBN 978-3764923495. OCLC 21911481
3. ↑  トーマス・ウンガー - オールミュージック